# Красные пророчества
«Красные пророчества» (англ. Red Prophecies) — боевик совместного производства России и США. Режиссёры фильма — Родни Джеймс Хьюитт и Александр Изотов. Премьера в США и Канаде — 5 марта 2021 года.

## Сюжет
В центре сюжета — американский журналист и офицер российской ФСБ, которые пытаются помешать неизвестным силам, чья цель — дестабилизировать политическую ситуацию в России и сорвать проведение президентских выборов в США. Александр Невский играет таинственного влиятельного маклера, чьи намерения, хорошие или плохие, раскрываются только в конце фильма.

## В ролях
| Актёр               | Роль                                              |
| ------------------- | ------------------------------------------------- |
| Александр Невский   | Питер Морган                                      |
| Майкл Мэдсен        | Ричард Тайлер                                     |
| Эрик Робертс        | Джон Пейн                                         |
| Стивен Болдуин      | Биковский                                         |
| Одед Фер            | лидер националистов Феликс                        |
| Каспер Ван Дин      | полковник Сергей Волков                           |
| Алексей Чадов       | Антон Зацепин                                     |
| Марат Башаров       | Кирилл Светлов                                    |
| Ольга Родионова     | Алина                                             |
| Эльмира Абассова    | Эмилия Морозова                                   |
| Александра Лаптева  | Ольга                                             |
| Александр Андриенко | майор Брагин                                      |
| Игорь Старосельцев  | кандидат в президенты Комиссаров                  |
| Сергей Тишин        | генерал Юрий Иванович                             |
| Сергей Борисов      | агент №1                                          |
| Денис Васильев      | агент №2                                          |
| Андрей Гайдулян     | агент №3 Николай                                  |
| Лиза Анохина        | Катя                                              |
| Александр Головин   | агент Янг                                         |
| Полина Гренц        | Аня                                               |
| Эдвард Атева        | боец группы националистов Брюнет                  |
| Влад Красавин       | боец группы националистов Блондин                 |
| Екатерина Дробыш    | жена Тайлера                                      |
| Катерина Рынденкова | Джейн Смит                                        |
| Сергей Беляев       | Мельнер                                           |
| Александр Резалин   | Шон                                               |
| Александр Тарангин  | Литвинов                                          |
| Дмитрий Персин      | Ганин                                             |
| Лев Прыгунов        | писатель Даниил Воскресенский                     |
| Никита Тарасов      | работник газеты Никишин                           |
| Дмитрий Титов       | Елецкий                                           |
| Кристина Асмус      | преподавательница по вокалу                       |
| Николай Денисов     | доктор                                            |
| Александр Изотов    | журналист                                         |
| Максим Пинскер      | пьяный гость на вечеринке, которого избивает Джон |
| Никас Сафронов      | гость на вечеринке камео                          |

## Съёмки
Съёмки фильма проходили в Москве, Будапеште и Лос-Анджелесе.

## Производство
Производство фильма началось ещё в 2007 году. Первоначальное название фильма — «Пророк: Миссия пятого ангела».
Изначально планировалось, что фильм выйдет в 2008 году, и премьера пройдёт в 50 странах мира, однако первый трейлер к фильму появился лишь в 2012 году. Название фильма было изменено на «Миссия: Пророк».
В августе 2017 года прошли досъёмки с участием Одеда Фера, Александра Головина, Полины Гренц и других актёров. Название было изменено на «Оракул: Игра втёмную». Съёмками дополнительных сцен руководил продюсер фильма Александр Изотов.
В апреле 2018 года прошли досъёмки с участием Каспера Ван Дина, Кристины Асмус, Андрея Гайдуляна и других актёров.
Летом 2020 года название фильма сменилось на «Красные Пророчества». Тогда же прошли дополнительные съёмки с участием Александра Невского.
В сентябре 2020 года вышел новый трейлер фильма.
20 августа 2021 года Александр Невский сообщил в своём Инстаграме, что фильм выйдет на DVD и цифровых платформах в сентябре 2021 года. 7 сентября фильм вышел на «Amazon Prime».